# Juan Izquierdo (militar)
Juan Bautista Estanislao José Miguel Rafael Izquierdo (Buenos Aires, noviembre de 1795 - 28 de mayo de 1834) fue un militar que participó en la guerra de independencia y en la guerras civiles de la Argentina.

## Biografía
Era el hijo de un contador español de la Aduana de Buenos Aires, que recibió una buena educación, pero su padre falleció cuando él era niño.
Se enroló en el Regimiento Fijo de Buenos Aires poco después de la primera de las Invasiones Inglesas, pero al poco tiempo pasó al Regimiento de Húsares de Pueyrredón. En este cuerpo participó en la Defensa de Buenos Aires en 1807.
Desde 1811 participó en  ambos sitios de Montevideo y participó en la batalla de Cerrito. Más tarde combatió a los federales a órdenes de los coroneles Soler y Dorrego. Regresó a Buenos Aires a mediados de 1815.
Participó en la campaña de 1818 a Santa Fe a órdenes de Juan Ramón Balcarce como jefe de un cuerpo de Dragones. Se destacó en la defensa de San Nicolás de los Arroyos frente a un contraataque santafesino. Al año siguiente participó de una nueva campaña contra Santa Fe, a órdenes de Juan José Viamonte. En 1820 participó en las batallas de Cepeda y Cañada de la Cruz, combate este último en el que murió su hermano Miguel.
Al año siguiente fue subcomandante de la villa de Luján. De allí pasó a comandante de Salto, y acompañó a Martín Rodríguez en sus campañas al sur. Fue ascendido al grado de coronel en 1825, y permaneció en distintos destinos de la provincia de Buenos Aires, aunque no en la frontera con los indígenas.
En 1828 se opuso a la revolución de Juan Lavalle, y combatió en contra de éste en la batalla de Navarro. Tras la derrota, se retiró a Rosario, poniéndose a órdenes de Juan Manuel de Rosas. Participó en la batalla de Puente de Márquez.
Durante el primer gobierno de Rosas ocupó puestos en la campaña, incluidos varios en la frontera con los indígenas. En 1831, tras una participación de apoyo a la campaña de Balcarce a Córdoba, fue ascendido al grado de coronel mayor, equivalente al de general.
En octubre de 1833, al estallar la Revolución de los Restauradores, el gobernador Balcarce lo envió a enfrentar al general Agustín de Pinedo, que se había puesto al mando de los revolucionarios. Se unió a éstos, como segundo jefe del ejército de Pinedo, y su actuación decidió el triunfo de la revolución. Poco después cayó enfermo, aunque conservó su mando militar bajo el gobierno de Viamonte, considerado como un apoyo incondicional del partido de Rosas.
Falleció el 28 de mayo de 1834.